# Aeropuerto de Grozni
El Aeropuerto de Grozni (del ruso: Аэропорт Грозный) (IATA: GRV, ICAO: URMG), también conocido como Grozni Norte es un aeropuerto internacional ubicado 9 km al norte de Grozni, capital de la  República de Chechenia. Es el principal aeropuerto, y el único civil, de Chechenia.

## Pista
Cuenta con una pista de asfalto en dirección 08/26 de 2.500 x 48 m (8.202 x 157 pies).

## Historia
El aeropuerto fue cerrado al tránsito el 5 de marzo de 1999. En esta fecha el general ruso Gennady Shpigun, titular del Ministerio del Interior de Rusia en Chechenia fue secuestrado por un grupo independentista checheno. El aeropuerto fue bombardeado por la Fuerza Aérea Rusa. El primer vuelo desde Moscú aterrizó en Grozni el 8 de marzo de 2007.
El 10 de noviembre de 2009 el Gobierno de Rusia promulgó un decreto por el que el aeropuerto de Grozni adquiría la categoría de aeropuerto internacional. El 16 de noviembre de 2009, después de 15 años, se llevó a cabo el primer vuelo internacional entre Grozni y Medina (Arabia Saudí).

## Aerolíneas y destinos
| Aerolíneas     | Destinos                       |
| -------------- | ------------------------------ |
| Grozni Avia    | Moscú, Rostov del Don, La Meca |
| RusLine*       | Moscú, San Petersburgo         |
| UTair Aviation | Surgut                         |

(*) Código compartido con Ural Airlines y Air Volga.
También operan otras compañías regulares y chárter como Center Avia o Aerolíneas de Daguestán.